# Claus Steigenberger
Claus Steigenberger (* 1958 in Wolfratshausen, Oberbayern) ist ein deutscher Schauspieler, Kabarettist, Regisseur und Autor.
Steigenberger wuchs in Beuerberg im Landkreis Bad Tölz-Wolfratshausen auf. Er besuchte das Katholische Seminar St. Matthias im Wolfratshausener Stadtteil Waldram, wo er sein Abitur machte. Er studierte Theaterwissenschaft (mit Schwerpunkt Volkstheater) und Pädagogik in München.
Im Frühjahr 1983 gründete er gemeinsam mit den ehemaligen Waldramer Seminaristen Thomas Gania, Christoph Abeck, Peter Haustein und Matthias Röttig die Kabarettgruppe „Narrenschaukel“, mit der über 20 Jahre auf verschiedenen Kleinkunstbühnen in Bayern gastierte. Im August 1991 konzipierte und gestaltete er gemeinsam mit Röttig am Ortsrand von Geretsried-Gelting dessen neue Kleinkunstbühne „Hinterhalt“. Er war Gründungsmitglied des „Kulturvereins Hinterhalt“. Die Bühne etablierte sich als Auftrittsort für bekannte Kabarettkünstler; u. a. traten Helmut Schleich, Christian Springer, Gerhard Polt, Josef Hader, Sigi Zimmerschied, Maria Peschek, die Biermösl Blosn und der amerikanische Singer-Songwriter Townes Van Zandt im „Hinterhalt“ auf. Das letzte Programm der Kabarettgruppe „Narrenschaukel“, das den Titel Im Schatten des Bieres trug, wurde im November 2008 im Theater im Fraunhofer in München und zuletzt Anfang 2009 auf der Kleinkunstbühne „Hinterhalt“ in Gelting gespielt. Steigenberger wurde für sein Wirken als Kabarettist mit dem Kulturpreis der Stadt Wolfratshausen ausgezeichnet.
Über sein Theaterwissenschaftsstudium kam Steigenberger zum Schauspiel; später folgte dann auch die Regie. In der BR-Sitcom Spezlwirtschaft gehörte er als Polizist Fritz Schachtlinger zur Hauptbesetzung; in der Kabarettsendung SchleichFernsehen war er der Bewährungshelfer von Uli Hoeneß. Mehrfach war er in Nebenrollen in der Fernsehreihe Der Komödienstadel zu sehen. Er spielte den Münchner Kriminalinspektor Georg Hoheneder in Hummel im Himmel (2012), den Theaterregisseur Ernst Rohleder in A Mordsgschicht (2013) und den Sargtischler und Ehemann Heinrich Richter in Paulas letzter Wille (2015). Seine Komödienstadel-Partner waren u. a. Corinna Binzer, Heide Ackermann, Matthias Ransberger und Saskia Vester.
Steigenberger arbeitet auch als Sprach-Coach und Sprechtrainer für die BR-Serie Dahoam is Dahoam. In der Serie übernahm er auch die Nebenrolle des „fiesen“ Bauern Gschwendtner.
Als Autor verfasste Steigenberger Texte für Kabarettisten wie Christian Springer, Martina Ottmann und Rainer Berauer („Giesinger Sautreiber“). Steigenberger tritt auch als Rezitator mit Lesungen hervor; zu seinem literarischen Programmen gehören u. a. Texte von Kurt Tucholsky, besonders aber von bayerischen Autoren wie Ludwig Thoma, Karl Valentin und insbesondere Oskar Maria Graf.
Er war als Lehrbeauftragter für Medien- und Theaterpädagogik in Benediktbeuern und am Pädagogischen Institut in München tätig. Steigenberger lebt im Haus seiner Eltern in Beuerberg (Stand: Juli 2017).

## Filmografie (Auswahl)
- 2002: Wunderbare Tage (Spielfilm, HFF München)
- 2006–2012: Spezlwirtschaft (Fernsehserie, Serienhauptrolle)
- 2008: Der Kaiser von Schexing: Kaiserstunde (Fernsehserie, eine Folge)
- 2012: Der Komödienstadel: Hummel im Himmel (Fernsehreihe)
- 2013: Der Komödienstadel: A Mordsgschicht (Fernsehreihe)
- 2015: Der Komödienstadel: Paulas letzter Wille (Fernsehreihe)
- 2015: Dahoam is Dahoam (Fernsehserie, Seriennebenrolle)
- 2016–2017: SchleichFernsehen (Kabarettsendung)
- 2017: Falsche Siebziger
- 2019: Der Komödienstadel: Deifi Sparifankerl (Fernsehreihe)